# Leptometopa halteralis
Leptometopa halteralis is een vliegensoort uit de familie van de Milichiidae. De wetenschappelijke naam van de soort is voor het eerst geldig gepubliceerd in 1900 door Coquillett.